# Binaria spettroscopica
In astronomia, una binaria spettroscopica è una stella binaria che non può essere risolta come binaria visuale, neppure con i telescopi più potenti, ma solo tramite uno spettroscopio, che è in grado di rilevare il movimento alternato delle due stelle; questo è dovuto al fatto che il sistema è sufficientemente lontano da noi da rendere l'angolo di separazione tra le due stelle inferiore alla risoluzione del telescopio, definita come l'angolo minimo che ci deve essere tra due sorgenti affinché queste siano distinguibili l'una dall'altra. Se due stelle sono a una minore distanza l'una dall'altra, il loro moto rispetto al baricentro del sistema sarà a velocità orbitale più elevata, cosa che ne facilita l'osservazione con lo spettroscopio.
Lo spettroscopio è in grado di rilevare una binaria come tale, perché le due stelle, nella loro orbita, mostreranno una componente di velocità parallela alla linea di vista (a meno che il piano dell'orbita non sia perfettamente perpendicolare ad essa). Le righe spettrali delle due stelle mostreranno così uno spostamento periodico dovuto all'effetto Doppler.
In alcune binarie sono visibili le righe spettrali di entrambe le stelle. In tal caso, le righe saranno alternativamente doppie e singole, o meglio sovrapposte. In altre, solo lo spettro di una delle due è visibile (essendo l'altra troppo debole per essere osservata), e in tal caso le righe spettrali oscilleranno avanti e indietro.
Per determinare l'orbita di una binaria spettroscopica occorre una lunga serie di osservazioni, volte a costruire un grafico della velocità radiale di una o di entrambe le stelle nel tempo. Alcune binarie hanno periodi orbitali di anni, decenni o anche secoli, il che complica non poco l'osservazione. Se l'orbita è circolare, il grafico risultante sarà una curva sinusoidale. Se è ellittica, la forma della curva dipenderà dall'eccentricità dell'ellisse e dall'orientamento dell'asse maggiore rispetto alla linea di vista. Tali stime sono comunque incerte, perché la vera inclinazione orbitale rispetto alla linea di vista è in generale sconosciuta.
Mentre è solitamente impossibile determinare individualmente il semiasse maggiore e l'inclinazione del piano orbitale, il loro prodotto può essere trovato direttamente in unità lineari (ad esempio, in chilometri o unità astronomiche).
L'ambiguità può tuttavia essere risolta se una delle due componenti può essere trovata in modo indipendente; ad esempio, una binaria ad eclisse può porre limiti alla geometria del sistema sufficientemente stretti da permettere la determinazione di entrambi i valori con buona precisione.